# Taeniarchis
Taeniarchis is een geslacht van vlinders van de familie bladrollers (Tortricidae), uit de onderfamilie Tortricinae.

## Soorten
- T. acrotoma Diakonoff, 1953
- T. catenata (Meyrick, 1910)
- T. hestica Common, 1963
- T. hexopa Diakonoff, 1966
- T. periorma (Meyrick, 1910)
- T. poliostoma Diakonoff, 1953
- T. prodotis Diakonoff, 1966
- T. spilozeucta Meyrick, 1931